# Bridekirk
Bridekirk är en by och en civil parish i Cumbria i England. Orten har 636 invånare (2001).